# Hypsioma
Hypsioma – rodzaj chrząszczy z rodziny kózkowatych i podrodziny zgrzypikowych.

## Zasięg występowania
Przedstawiciele tego rodzaju występują w Ameryce Południowej i Północnej od Kolumbii i Małych Antyli na północy po Argentynę na południu.

## Systematyka
Do Hypsioma należą 32 gatunki:

- Hypsioma affinis
- Hypsioma albosericea
- Hypsioma amydon
- Hypsioma aristonia
- Hypsioma asthenia
- Hypsioma attalia
- Hypsioma bahiensis
- Hypsioma barbara
- Hypsioma basalis
- Hypsioma brabanti
- Hypsioma carioca
- Hypsioma cariua
- Hypsioma chapadensis
- Hypsioma charila
- Hypsioma constellata
- Hypsioma dejeanii
- Hypsioma fasciata
- Hypsioma gibbera
- Hypsioma grisea
- Hypsioma hezia
- Hypsioma inornata
- Hypsioma lyca
- Hypsioma nesiope
- Hypsioma opalina
- Hypsioma pylades
- Hypsioma renatoi
- Hypsioma rimosa
- Hypsioma robusta
- Hypsioma solangeae
- Hypsioma sororcula
- Hypsioma steinbachi
- Hypsioma viridis